# Омаров, Газиз Омарович
Газиз Омарович Омаров (15 мая 1925 год, село Жиланды — 11 мая 2002 год, Жезказган, Казахстан) — организатор производства, первый управляющий Джезказганским шахтопроходческим трестом имени 60-летия Октябрьской революции, Казахская ССР. Герой Социалистического Труда (1981). Лауреат Государственной премии СССР (1970). Заслуженный горняк Казахской ССР. Депутат Верховного Совета Казахской ССР.

## Биография
Родился 15 мая 1925 года в крестьянской семье в селе Жиланды.
В 1942 году после окончания средней школы работал участковым нормировщиком на шахте № 31/32.
В 1944 году поступил на горный факультет Казахского горно-металлургического института в Алма-Ате, по окончании которого в 1949 году получил специальность горного инженера. Работал инженером, начальником смены, главным инженером, директором Южного рудника и шахты № 42-47 Джезказганского рудоуправления. С 1956 по 1960 года — парторг при рудоуправлении, с 1960 по 1962 года — управляющий шахтостроительным управлением, с 1962 по 1965 года — директор Жезказганского рудоуправления после Мухита Бупежанова.
В 1966 году назначен управляющим Джезказганского шахтопроходческого треста имени 60-летия Октября. Вывел трест в число передовых предприятий СССР, занимающихся шахтным строительством.
В 1970 году получил Государственную премию «за разработку и внедрение новой технологии добычи руд с комплексной механизацией процессов горных работ с использованием самоходного оборудования на шахтах Джезказганского ГМК и Ачисайского ПМК».
В 1981 году удостоен звания Героя Социалистического Труда «за выдающиеся производственные достижения, досрочное выполнение заданий десятой пятилетки и социалистических обязательств, проявленную трудовую доблесть».
Избирался депутатом Верховного Совета Казахской ССР 7-го созыва (1967—1971).
В 1988 году вышел на пенсию. С 1995 по 2002 года — советник президента корпорации «Казахмыс».
Скончался 11 мая 2002 года в Жезказгане. Похоронен на кладбище родного села.

## Память
Его именем названы:
- Улица в Жезказгане
- Кафедра Жезказганского университета
- Шахтопроходческий трест, в котором он работал

## Награды
- Герой Социалистического Труда — указом Президиума Верховного Совета СССР от 2 марта 1981 года
- Орден Ленина — дважды (20.05.1966; 02.03.1981)
- Орден Трудового Красного Знамени (09.06.1961)
- Орден Октябрьской Революции
- Орден «Курмет»
- Медаль «За освоение целинных земель»
- Медаль «За доблестный труд в Великой Отечественной войне 1941—1945 гг.»
- Почётный гражданин города Сатпаев